# Pala Alpitour
Das Pala Alpitour (bis 2014 Palasport Olimpico) ist eine Mehrzweckhalle in der norditalienischen Großstadt Turin, Region Piemont. Sie befindet sich im südlichen Stadtteil Santa Rita, zwischen dem Corso Sebastopoli und der Via Filadelfia, unmittelbar neben dem Stadio Olimpico Grande Torino (früher: Stadio Comunale) und dem Messegelände Torino Esposizioni.

## Geschichte und Nutzung
Die im November 2005 eröffnete Halle wurde vom japanischen Architekten Arata Isozaki und vom italienischen Architekten Pier Paolo Maggiora entworfen. Die Baukosten beliefen sich auf 90 Millionen Euro. Sie besitzt maximal 12.232 Sitzplätze. Die Halle kann dank mobiler Trennwände in beliebig große Einheiten unterteilt werden. Während der Olympischen Winterspiele 2006 wurden hier rund die Hälfte der Spiele der beiden Eishockeyturniere ausgetragen (21 von 38 Spielen der Männer und 10 von 20 Spielen der Frauen). Neben dem Hauptspielfeld ist auch ein zweites Spielfeld für das Training vorhanden. 
Seit dem Ende der Olympischen Spiele wird die Anlage als Multifunktionshalle genutzt (Eisbahn, Hallensportarten, Messen, Kongresse, Ausstellungen und andere Großveranstaltungen) und ist mit einer maximalen Kapazität von 15.567 Zuschauern die größte Halle dieser Art in Italien. Ab 2021 bis mindestens 2025 sollen die ATP Finals, das Turnier der weltweit besten acht Tennisprofis, im Pala Alpitour ausgetragen werden.
Die Halle wurde im Oktober 2021 als Schauplatz des Eurovision Song Contest 2022 ausgewählt.

## Galerie

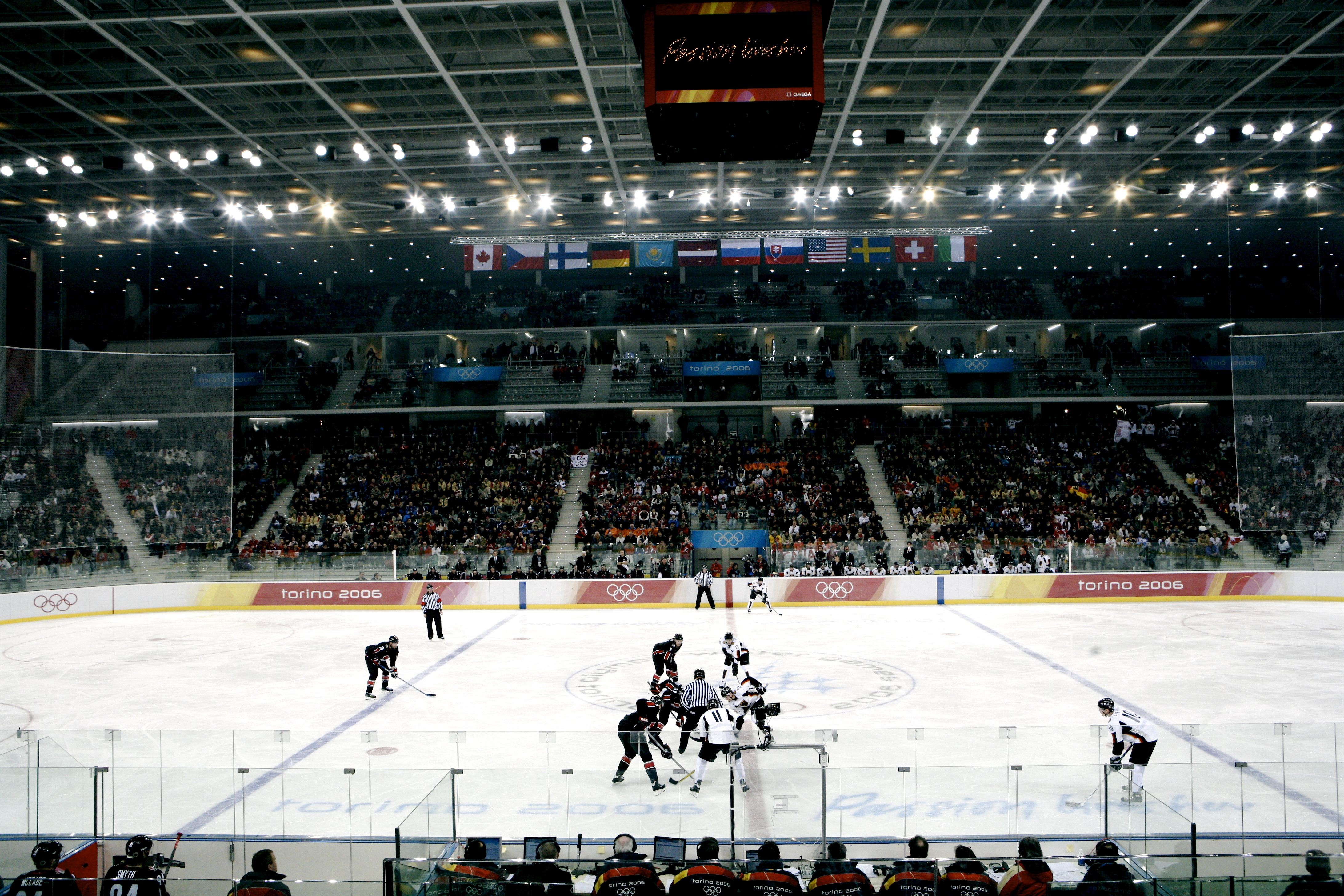
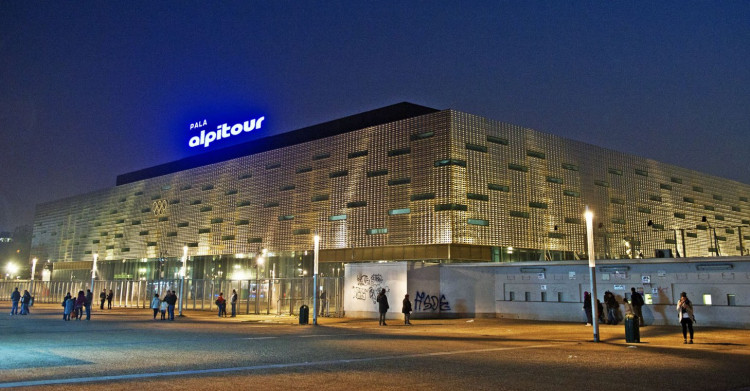
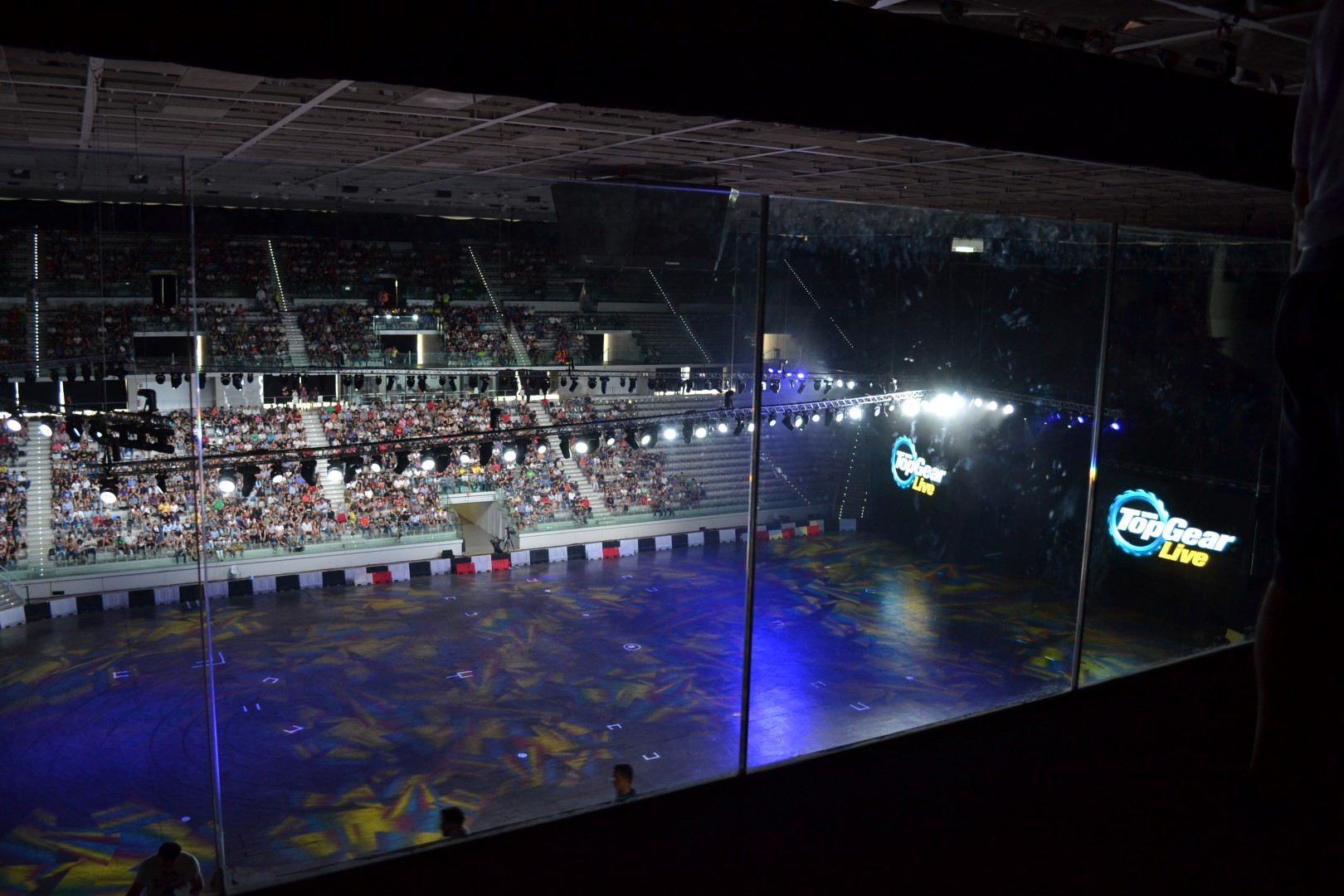
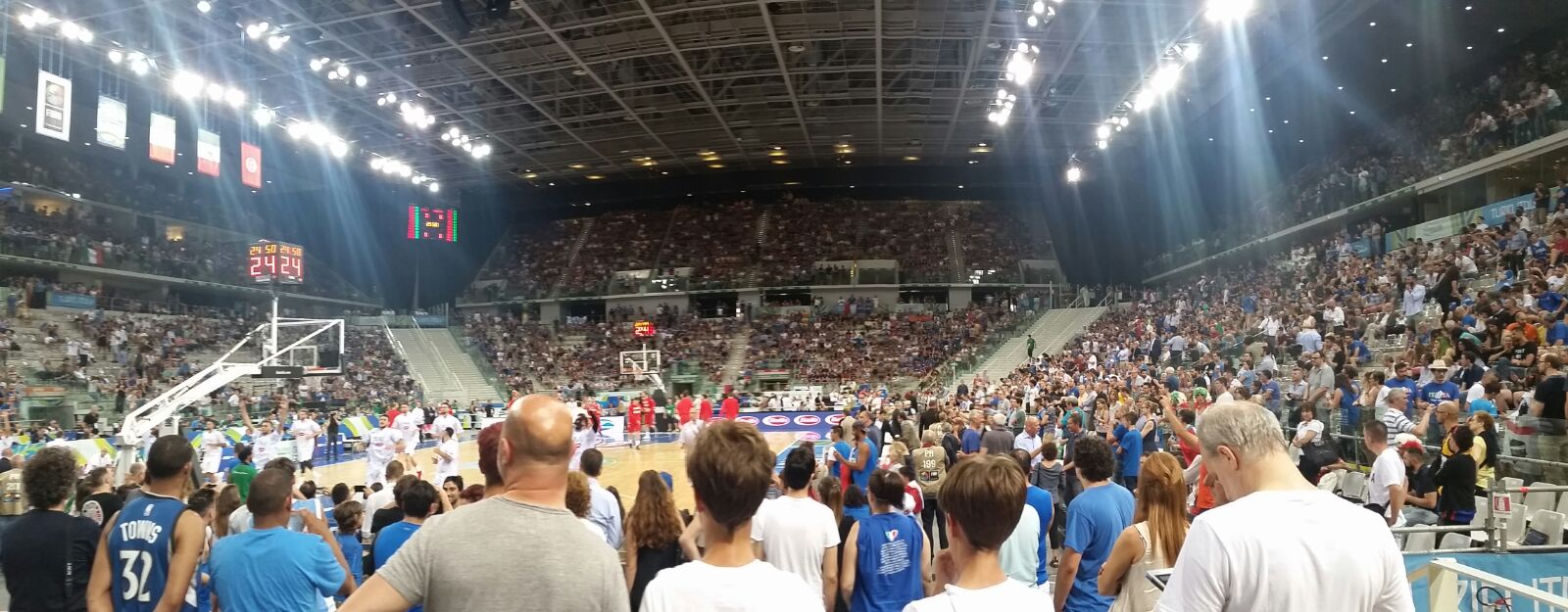